# Guillaume Cuypers (jurisconsulte)
Pour les articles homonymes, voir Guillaume Cuypers et Cuypers.
Guillaume Cuypers était un jurisconsulte brabançon, né le 28 octobre 1632 à Roosendaal et mort le 24 mars 1702 à Malines.

## Biographie
D'une famille noble du duché de Brabant, fils de Daniel Cuypers, écuyer, et de Cornelie van den Nieuwenhuysen, frère du jurisconsulte Petrus Cuypers, Guillaume Cuypers quitte jeune sa ville natale pour se rendre en Espagne. Après avoir fait le tour du pays, il visite la France, l'Allemagne et l'Angleterre, avant de se fixer à Malines en 1655. Il devient avocat au Grand conseil des Pays-Bas à Malines.
Cuypers se fait une rapide réputation pour ses connaissances, en tant que juriste et mathématicien. Il est nommé conseiller-pensionnaire de la ville, avec dispense de la médianate, le 28 octobre 1686. Conservant ces fonctions jusqu'à son décès, il se voit adjoindre comme auxiliaire Horace Nicolas van Milaenen en 1700.
Littérateur, maîtrisant parfaitement le flamand, le français, l'espagnol et le latin, il est l'auteur de plusieurs écrits.
Il avait épousé Marie Moermans.

## Écrits
- Appendix ofte byvoeghsel behelsende de over-eencominge van eenige costuymen van omliggende steden en hooft bancken in materie van grondts proceduren met de ghene van de stadt Mechelen. Tit. XIII van beleyde, beginnende van den 19 art., etc., Malines, chez Jan Jaye, 1679, in 4°.
- Verhandeling ofte den leenheer vermach en can weygkeren het consent van eenen vasal gevraeght om syn leen te mogen alieneeren, Malines, chez J. Jaye, in 12°.

## Littérature
- Biographie nationale de Belgique, tome 4, Académie royale de Belgique